# Bancroft (cràter)

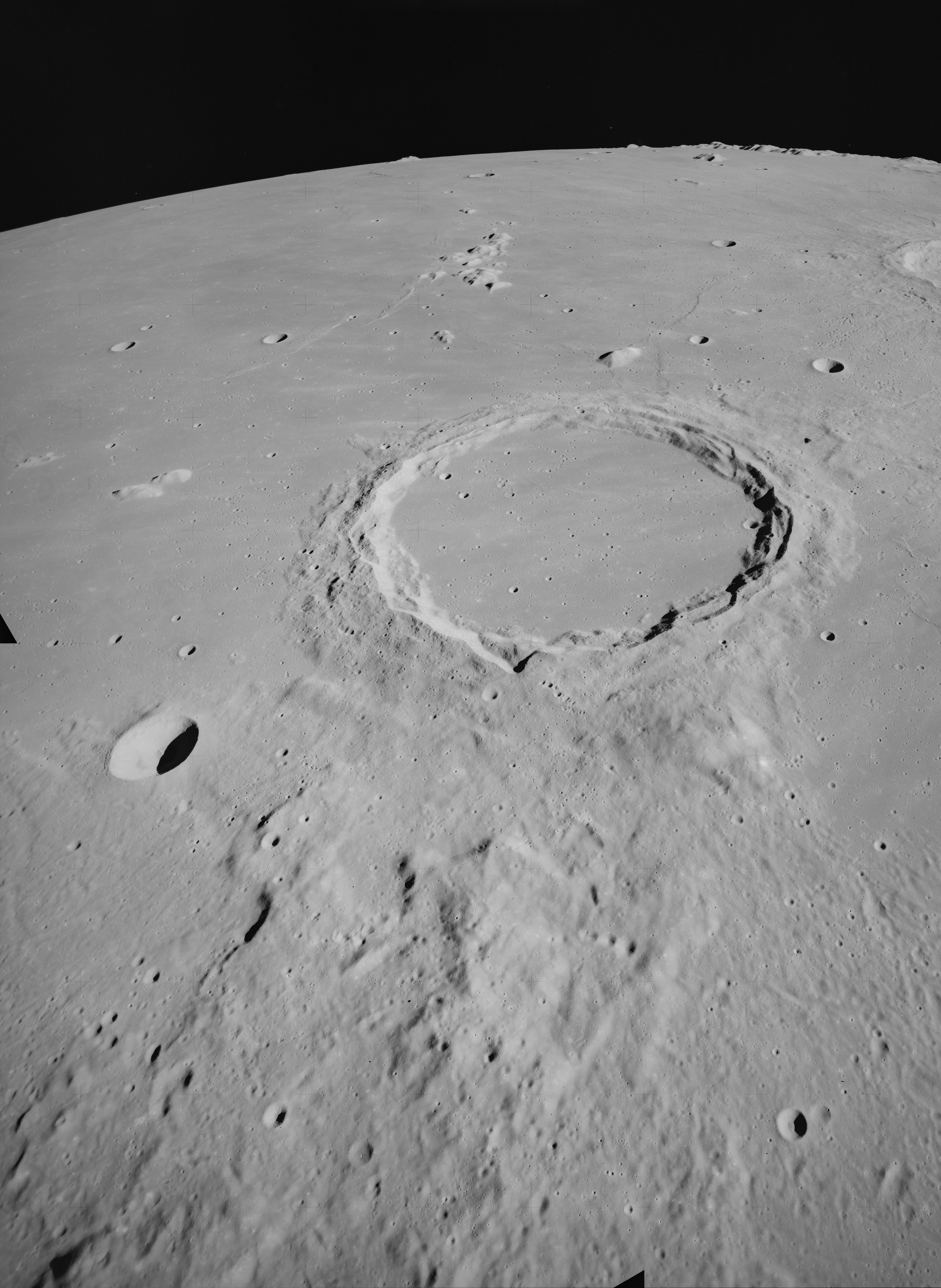
El gran cràter central és Arquimedes, sota els Montes Arquimedes, i al centre a l'esquerra el cràter Bancroft. Foto: Apol·lo 15.

Bancroft és un petit cràter d'impacte de la Lluna amb forma de bol, localitzat al sud-oest del cràter Arquimedes, en la Mare Imbrium. Des de la vora de Bancroft al sud-est dels Montes Arquimedes s'estén una depressió ampla i poc profunda.

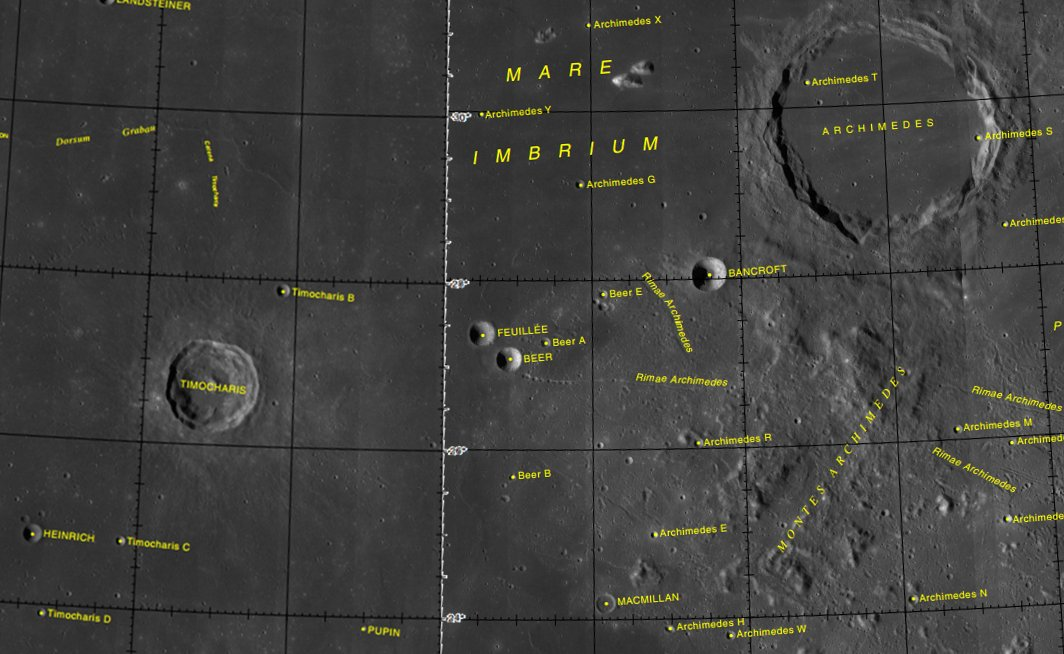
Entorn de Bancroft (al centre de la meitat dreta de la imatge)

Presenta algunes esquerdes en la vora pel costat de la mar lunar, a l'oest i al sud-oest del cràter.

## Denominació
Bancroft inicialment va ser denominat Archimedes A i posteriorment va ser canviat el nom per la Unió Astronòmica Internacional. Deu el seu nom al físic-químic nord-americà Wilder Dwight Bancroft (1867-1953).